# Solidarities
Solidarities – szwajcarska, lewicowa partia polityczna założona w 1992 roku.
W wyborach parlamentarnych w 2003 roku partia zdobyła 0,5% głosów co pozwoliło jej na wprowadzenie jednego kandydata do parlamentu.
Partia jest członkiem Europejskiej Lewicy Antykapitalistycznej w skład której wchodzą głównie różne ugrupowania komunistyczne z całej Europy.
Ugrupowanie uczestniczy w działaniu ugrupowania Alternatywna Lewica.